# Bouchon ferroviaire de Bordeaux
 (novembre 2011).
Si vous disposez d'ouvrages ou d'articles de référence ou si vous connaissez des sites web de qualité traitant du thème abordé ici, merci de compléter l'article en donnant les références utiles à sa vérifiabilité et en les liant à la section « Notes et références ».
Le « bouchon ferroviaire de Bordeaux » était l'expression utilisée pour désigner le problème résultant d'un ensemble de voies ferrées et d'infrastructures ferroviaires situé au nord de la gare de Bordeaux-Saint-Jean, reliant cette dernière à la bifurcation de Cenon et représentant un goulet d'étranglement pour le trafic ferroviaire important, provoqué par la circulation d'environ 250 trains par jour. Il incluait notamment la passerelle Eiffel, et plusieurs passages à niveau situés sur le parcours.
Des travaux furent réalisés de 2006 à 2016 pour le faire disparaitre, avec le projet notamment de faire la mise à quatre voies entre la gare Saint-Jean et la bifurcation de Cenon. Les travaux entrepris comprenaient également la démolition de la gare de Bordeaux-Benauge sur la rive droite de la Garonne, remplacée par le pôle multimodal de Cenon permettant la connexion entre le réseau TER Nouvelle-Aquitaine et la Ligne A du tramway de Bordeaux, réseau TBM. Ce pôle multimodal est mis en service en septembre 2007.
Les travaux sont achevés en mai 2016, soit un an avant l'ouverture de la LGV Sud Europe Atlantique et l'augmentation prévue du trafic.

## Historique
- 2006 : Début des travaux visant à doubler les deux voies de l'actuelle passerelle Eiffel (XIXe siècle) par un nouveau pont.
- Mai 2008 : Le nouveau pont doublant la passerelle Eiffel est achevé.
- 13-16 mai 2010 : Raccordements des quatre voies du nouveau pont ferroviaire à la gare Saint-Jean. Fermeture et déclassement de l'ancien pont à double voies existant.
- Du 16 mai à septembre 2010 : Réouverture à la circulation du nouveau pont à quatre voies avec travaux de raccordements électrique pour la signalisation et les aiguillages.
- 28 septembre 2010 : Inauguration du nouveau pont à quatre voies par Jean-Louis Borloo alors ministre de l'Écologie.

- Dès 2008, un projet de réhabilitation de l'ancienne passerelle Eiffel en voie piétonne et cycliste pour traverser le fleuve est envisagé. En 2025, la passerelle est toujours désaffectée.